# U522 (潜水艦)
U-522はドイツ海軍がかつて運用したUボートIXC型潜水艦。

## 艦歴
U-522は1941年7月9日にハンブルクのホヴァルツヴェルケにて起工され、1942年4月1日に進水、6月11日にハーバート・シュナイダー指揮下にて就役した。U-522は1942年6月11日から第4潜水隊群に配属し、訓練を開始した。1942年10月1日には第2潜水隊群に配備された。2回の哨戒を行い、7隻の船を撃沈、2隻に損害を与えた。U-522は1943年2月にイギリス海軍によってマデイラ諸島の西、大西洋で撃沈された。 

### 第1哨戒
U-522は1942年10月8日にキールを出航し、北海を航行、アイスランドとフェロー諸島の間を抜けて、大西洋に入った。1942年11月2日にベル島の東約450海里でハーティントンに損傷を与え、初の戦果を挙げた。ハーティントンは放棄され、同日遅くにU-521によって撃沈された。
U-522は、ハーティントンへの攻撃と同日に、セントジョンズの北東500海里にてのマルティマ、マウント・ぺリオン(元日本船第三大福丸)、パルテノンを撃沈した。その後は1942年12月2日にフランス大西洋岸のロリアンに入港した。

### 第2哨戒
2回目の哨戒では再び大西洋に出た。U-522は1943年1月9日にテネリフェ島の西500海里でノルビックを撃沈し、2日後にはカナリア諸島の北東にてブリティッシュ・ドミニオンに損傷を与えた。
U-522は1943年2月23日、スループであるHMSトットランド（元アメリカ沿岸警備隊のカッター）が投下した爆雷によりマデイラの西で撃沈された。
51人の乗員が亡くなり、生存者はなかった。

## ウルフパック
U-522は1つのウルフパックに参加した。
- Kreuzotter（1942年11月8日 - 22日）

## 戦果一覧
| 日付           | 船名/艦名                  | 国籍/所属  | トン数 | 結果 |
| 1942年11月2日  | ハーティントン             | イギリス   | 5,496  | 損傷 |
| 1942年11月2日  | マルティマ                 | イギリス   | 5,801  | 沈没 |
| 1942年11月2日  | マウント・ペリオン         | ギリシャ   | 5,655  | 沈没 |
| 1942年11月2日  | パルテノン                 | ギリシャ   | 3,189  | 沈没 |
| 1942年11月18日 | ヤカ                       | アメリカ   | 5,432  | 沈没 |
| 1943年1月9日   | ミニスター・ヴェーデル     | ノルウェー | 6,833  | 沈没 |
| 1943年1月9日   | ノルビック                 | パナマ     | 10,034 | 沈没 |
| 1943年1月11日  | ブリティッシュ・ドミニオン | イギリス   | 6,983  | 損傷 |
| 1943年2月23日  | アセルプリンセス           | イギリス   | 8,882  | 沈没 |